# Manfred von Richthofen
Manfred Albrecht von Richthofen (Breslavia, 2 de mayo de 1892-Vaux-sur-Somme, 21 de abril de 1918), conocido como el «Barón Rojo», fue un  piloto de cazas alemán durante la Primera Guerra Mundial. Es considerado el as de ases de la guerra porque consiguió derribar ochenta aeroplanos enemigos.
Soldado de caballería al inicio de la contienda, en 1915 Richthofen fue destinado al Servicio Aéreo y se convirtió en uno de los primeros miembros del escuadrón de cazas Jagdstaffel 2 en 1916. Pronto se distinguió como piloto de cazas y en 1917 pasó a ser líder de la Jasta 11 y después del ala de cazas Jagdgeschwader 1, más conocido como El Circo Volador por los vivos colores de sus aeroplanos o porque la unidad debía moverse de manera continua de escenario de lucha y montaba campamentos de tiendas en aeródromos improvisados. Ya en 1918 era un héroe de los alemanes y respetado por sus enemigos. Su unidad derribó a 88 aviones británicos de un total de 151 victorias obtenidas por los alemanes. Por ello recibió la medalla Pour le Mérite.
Sus aviones, el caza biplano Albatros D.II y luego el triplano Fokker Dr.I, le permitían una amplia capacidad de maniobras y piruetas. Sin embargo, la mayoría de sus victorias en combates aéreos las consiguió en un avión tipo Albatros.
Richthofen fue derribado y muerto en la mañana del 21 de abril de 1918 cerca de Vaux-sur-Somme, en el norte de Francia. Se ha debatido mucho sobre diversos aspectos de su carrera, especialmente sobre las circunstancias exactas de su muerte. Es uno de los pilotos de guerra más famosos de todos los tiempos y tema de numerosos libros, películas y otros medios.

## Biografía

### Infancia y juventud
Manfred von Richthofen nació el 2 de mayo de 1892 en la capital de Silesia, Breslavia (hoy perteneciente a Polonia). De niño se trasladó con su familia a Schweidnitz (hoy Swidnica, Polonia). Era el mayor de tres hermanos. Miembro de la familia aristocrática y terrateniente Richthofen, el padre de Manfred había llegado a ocupar un alto cargo en el regimiento de Ulanos N.º 12, una unidad perteneciente a la poderosa caballería prusiana.
A los 11 años de edad fue enviado a la Escuela Militar Prusiana, que “convertía a los niños en soldados, sin peros ni condiciones”. Manfred y su hermano pequeño Lothar quisieron seguir los pasos de su padre, alistándose jóvenes en el ejército imperial. Practicó caza y equitación y cuando completó su adiestramiento como cadete, se alistó en los Ulanos (caballería alemana), siendo nombrado tres años después teniente del primer regimiento.

### Primera Guerra Mundial

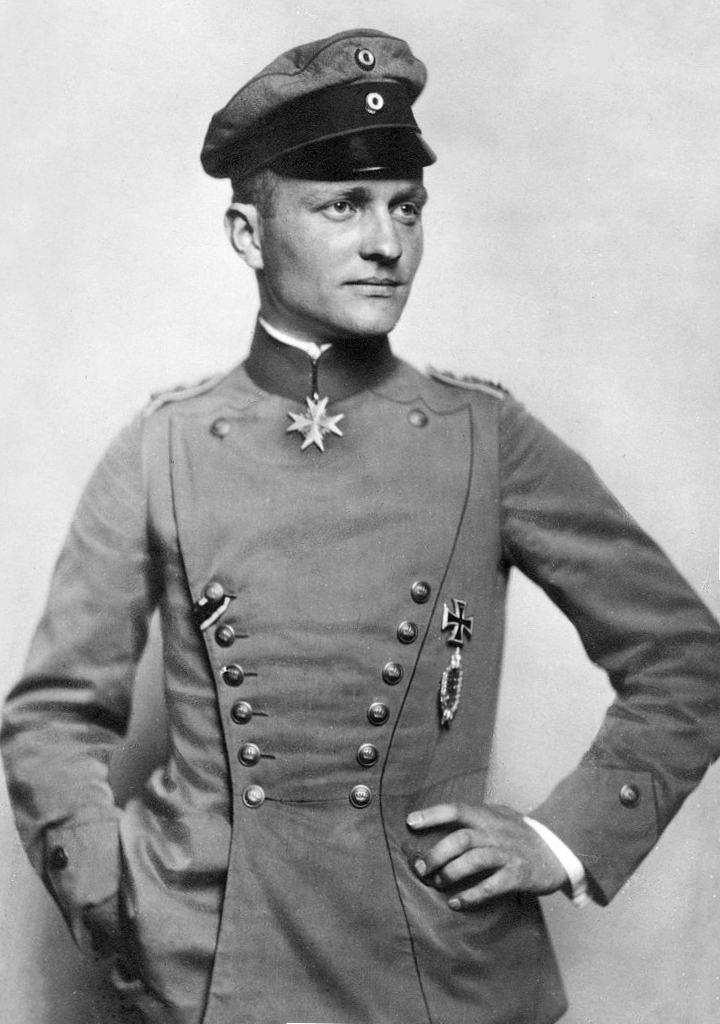
Tarjeta postal alemana de 1917 con una foto de Manfred von Richthofen.

Durante la  Primera Guerra Mundial, von Richthofen pasó de la caballería (donde ganó la condecoración de la Cruz de Hierro) a la infantería, pero en esta modalidad no prosperó, ya que las condiciones que se vivían en las trincheras eran inhumanas y "muy aburridas", según sus palabras. Finalmente encontró su lugar alistándose en la aviación, donde demostró una gran capacidad con esta arma, innovadora para lo que hasta entonces había sido la guerra (la producción de aviones se incrementó desde los 300, que tenían todos los contrincantes al principio de la contienda, hasta los 150 000 al finalizar).
No logró destacar en la academia de aviadores, aunque luego demostró ser muy capaz en combate. En principio solo se dedicó a observar y fotografiar el frente oriental e incluso durante un breve periodo de tiempo operó como tripulante de bombardero. 
En la Luftstreitkräfte, su encuentro con otro gran aviador, Oswald Boelcke, fue decisivo para su éxito. Boelcke lo seleccionó para el escuadrón de caza Jagdsstaffel o Jasta 2. Ya su primer combate fue una victoria. Sucedió sobre el cielo de Cambrai, Francia, el 17 de septiembre de 1916. Durante estos primeros meses se destacó por su agudeza visual y su innato don para afrontar el peligro. Sus compañeros decían que su personalidad se transformaba cuando asumía los mandos de su avión.
Durante los 20 meses siguientes, destacaría como el mejor as de la aviación alemana durante la Primera Guerra Mundial. Llegaría a superar el número de victorias de Boelcke: 40, un récord hasta entonces. En su victoria 11 consiguió derribar el biplano del as británico Lanoe Hawker. En enero de 1917 recibió la Cruz Pour le Mérite. 

#### Circo volador Jasta 11

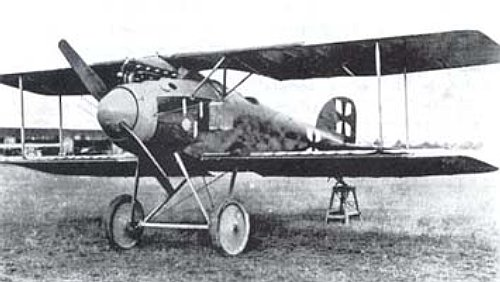
Un biplano Albatros D.II, similar al volado por el Barón Rojo (D.491/16) con el que consiguió la mayor parte de sus victorias (en total 12 derribos consecutivos) y ganaría la Pour le Merite.

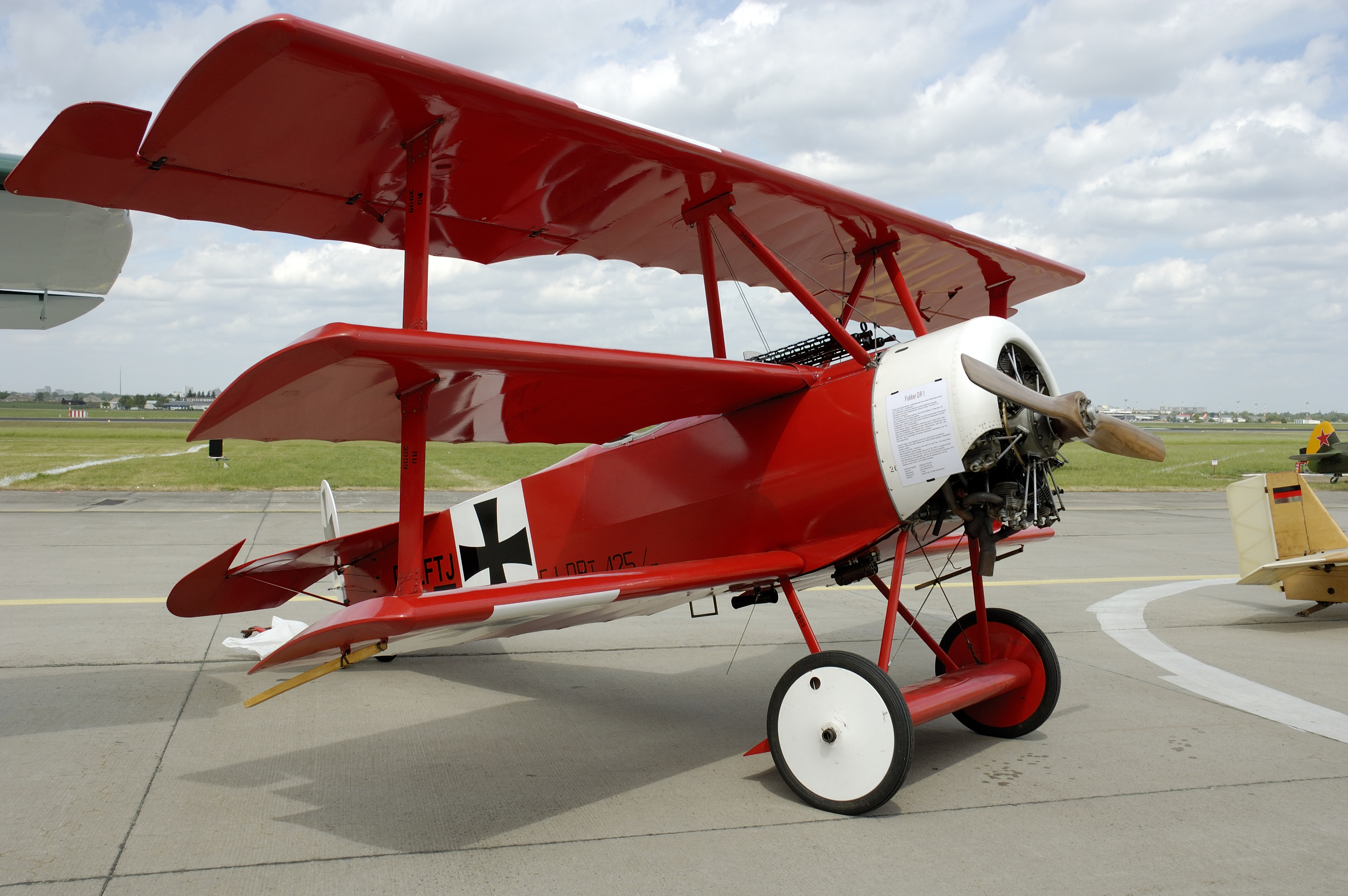
Réplica del Fokker Dr.I (425/17), famoso triplano utilizado por Manfred von Richthofen, solo logró 2 victorias antes de morir con el.

En 1917 se le confirió el comando del Jasta 11, que luego fue conocido como el "Circo volador" por los vivaces colores que presentaban sus 14 aviones, los cuales, al igual que un circo, se trasladaban por ferrocarril al lugar adonde se los requería. Se ganó el apodo de Barón Rojo porque su avión estaba pintado de rojo para que sus rivales lo reconocieran.
Llegó a dirigir 58 misiones con éxito, en las cuales derribó a unos 80 aviones, algo que nadie llegó a superar en ningún bando durante el resto de la guerra. En abril sumó él solo 20 derribos. Sus hombres insinuaban que su líder tenía un comportamiento suicida. Pocos meses después recibió el encargo de dirigir la primera ala de caza de la historia aérea, la JG 1, integrada por los Jasta 4, 6, 10 y 11. Esta unidad llegó a derribar 644 aviones con solo 56 bajas. Su hermano Lothar alcanzó 40 victorias al final de la guerra en esta unidad, Kurt Wolff, 33 victorias y Karl Allmenroder 30 derribos. Todos lograron la Cruz Pour le Mérite.

#### Jagdgeschwader I
El JG pronto estaba volando intensamente sobre el campo de batalla de Flandes sobre la ofensiva aliada que comenzó en junio de 1917. 
Richthofen resultó gravemente herido en la cabeza el 6 de julio, liderando elementos del JG I en combate con los F.E.2d del  Escuadrón Nº 20 del Real Cuerpo Aéreo. El Oberleutnant Kurt von Doering, Comandante de Jasta 4, asumió el mando temporal y Jastas 4 y 11 derribaron nueve aviones aliados al día siguiente. Richthofen reasumió el mando el 25 de julio, pero se fue con un período de licencia de convalecencia el 6 de septiembre. 
JG I fue la primera unidad en proporcionar operacionalmente una prueba del nuevo triplano Fokker Dr.I (como Fokker FI), cuyos dos primeros ejemplares se recibieron el 21 de agosto de 1917. Werner Voss de Jasta 10 sería el máximo exponente del triplano, logrando 10 victorias en solo 21 días antes de su muerte en combate. 
Richthofen regresó al JG I el 23 de octubre, y alrededor de esta época varios accidentes fatales que involucraron al Dr. Fokker y al Oficial Técnico de JG I, Leutnant Konstantin Krefft, aterrizar los triplanos de la unidad hasta que se realizaron modificaciones a principios de diciembre. Mientras tanto, la unidad se vendió con el Albatros DV. 
JG fue trasladado de Ypres a Cambrai el 23 de noviembre de 1917, tras el lanzamiento de la ofensiva británica, e hice mucho para estabilizar la guerra aérea en el campo de batalla cuando el mal tiempo lo permitía. 

#### Herido casi mortalmente
El 6 de julio de 1917 mientras perseguía a un avión enemigo, una bala perdida impactó en su cabeza, la cual lo paralizó y dejó ciego por unos segundos. Tras aterrizar y perder el conocimiento el alto mando alemán lo obligó a tomar 2 meses de permiso para recuperarse de sus heridas, las cuales dejaron secuelas en su cerebro. Mientras se encontraba de permiso llevó vendada la cabeza durante mucho tiempo y dedicó su tiempo a escribir sus experiencias durante el conflicto en su libro titulado: Der Rote Kampfflieger «El piloto de combate rojo».
Pese a estar incapacitado por sus heridas Richthofen continuó volando, tras el incidente se comportaba como si fuera inmune a la muerte, no tomando precauciones e incluso violando las fundamentales reglas de vuelo que había escrito en su manual.  Poco después recibió con alegría un Fokker Dr.I, un triplano que también pintó de rojo, y que tenía gran agilidad, aunque si se mantenía en rumbo fijo durante muchos minutos se convertía en presa fácil.

### Muerte

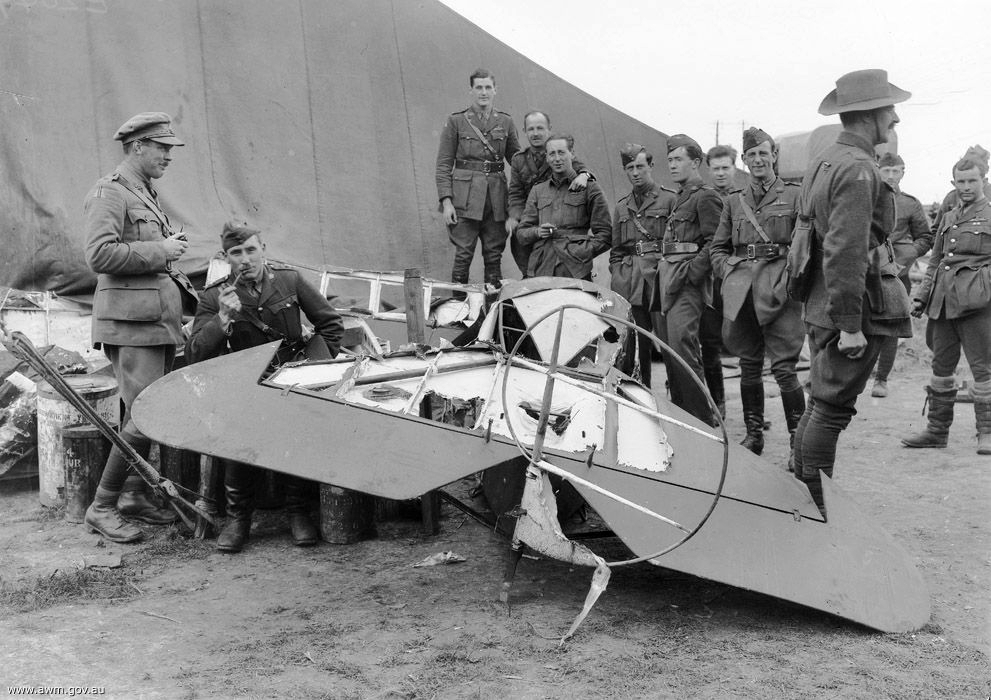
Restos del avión de Richthofen.

Cae en combate el 21 de abril de 1918, cuando aviones del Circo Volador atacaron a un grupo de aviones británicos sobre Vaux-sur-Somme, en Francia. Mientras Richthofen volaba a baja altitud persiguiendo un avión enemigo, fue atacado por ametralladoras automáticas australianas en tierra y por el piloto canadiense Arthur Roy Brown.
Según las fuentes oficiales, fue Brown el que consiguió matar al piloto alemán, aunque nuevas investigaciones apuntan a que fue el soldado de infantería australiano William John "Snowy" Evans el que disparó desde tierra la bala calibre 7,70 mm que le atravesó el torso y le mató.
Fue enterrado con todos los honores militares por los mismos británicos, quienes le rindieron tributo pese a haber sido su enemigo, a manera de respeto por sus triunfos en combate. En su lápida, que se encuentra en el mismo lugar donde cayó, se puede leer su epitafio:

Aquí yace un valiente, un noble adversario y un verdadero hombre de honor. Que descanse en paz.

## El Jagdgeschwader I tras la muerte de von Richthofen
El mal clima a principios de 1918 vio pocas oportunidades para que JG I anotara, aunque la unidad estaba a la vanguardia de las operaciones de combate defensivo durante la gran ofensiva alemana lanzada el 21 de marzo de 1918. En abril de 1918, la formación volaba desde Harbonnieres, el aeródromo más al sur del oeste que iban a ocupar. La RAF recién formada, sin embargo, mantuvo un grado de superioridad aérea, con observación de artillería fuertemente escoltada y reconocimiento de dos plazas operando efectivamente sobre la batalla terrestre que se mueve rápidamente a continuación. La mayoría de las víctimas de JG I en este momento eran los bombarderos de caza de bajo vuelo, particularmente los Sopwith Camel. 
Después de la muerte de von Richthofen en abril de 1918, el Hauptmann Wilhelm Reinhardt se convirtió en Comandante del JG I. El 10 de mayo el JG reclamó su victoria número 300, mientras que el 20 de mayo la unidad recibió el título honorífico de JG I 'Richthofen . Poco después de que el JG, se mudó al 7º frente del Ejército para apoyar la próxima ofensiva de Aisne, que comenzó el 27 de mayo. el JG se mudó a Guisa, y luego a Puiseux Ferme, operando principalmente contra las fuerzas aéreas francesas y estadounidenses recién llegadas. Entre el 31 de mayo y el 8 de junio el JG reclamó unos 43 aviones y batallones franceses, y otros 24 entre el 24 de junio y el 28 de junio. El Leutnant Hans Jirschstein de Jasta 6 era el artista estrella del JG I en este momento, reclamando 27 victorias entre el 18 de marzo y el 14 de junio. 
A mediados de junio, JG estaba completamente equipado con el Fokker D.VII, el primero había sido probado operativamente a finales de mayo por Jasta 10. Después de que Reinhard murió en un accidente aéreo el 3 de julio de 1918, el Oberleutnant Hermann Göring se convirtió en el tercer y último comandante de la guerra del JG I el 14 de julio. 
El Geschwader se mudó nuevamente el 19 de julio a Soissons, reclamando su victoria número 500 el 25 de julio. Otro movimiento siguió el 10 de agosto, al segundo frente del ejército al oeste de Saint Quentin. El máximo anotador del JG I, el Leutnant Erich Loewenhardt de 53 bajas, murió en una colisión aérea en este día. 
Después de haber sido sometido a intensas operaciones durante la batalla de Amiens en agosto de 1918, a mediados de septiembre un JG exhausto se retiró de la parte británica del Frente, a finales de agosto había perdido a los cuatro comandantes Jasta; Lowenhardt de Jasta 10 fue asesinado, el teniente adjunto de Jasta 6 Paul Wenzel y Lothar von Richthofen de Jasta 11 resultaron heridos y hospitalizados, y el teniente Ernst Udet (Jasta 4) agotado y enviado con licencia. JG Anotó solo 17 reclamaciones durante septiembre, a pesar de que el mes registró las mayores pérdidas para las Fuerzas Aéreas Aliadas de la guerra (la fuerza Jasta reclamó unas 721 victorias para el mes). Durante los siguientes tres meses, los gustos del Leutnant Friedrich Noltenius en Jasta 11, el Comandante en Jefe de Jasta 6 Ulrich Neckel y el Leutnant Arthur Laumann (Jasta 10) hicieron la mayoría de las anotaciones. 
A partir de entonces, hasta el final de la guerra, la escasez de combustible y repuestos, el aumento de la superioridad aérea numérica aliada y las continuas retiradas ante los avances terrestres aliados significaron que el JG luchará por emular éxitos anteriores. 

## El piloto de combate rojo

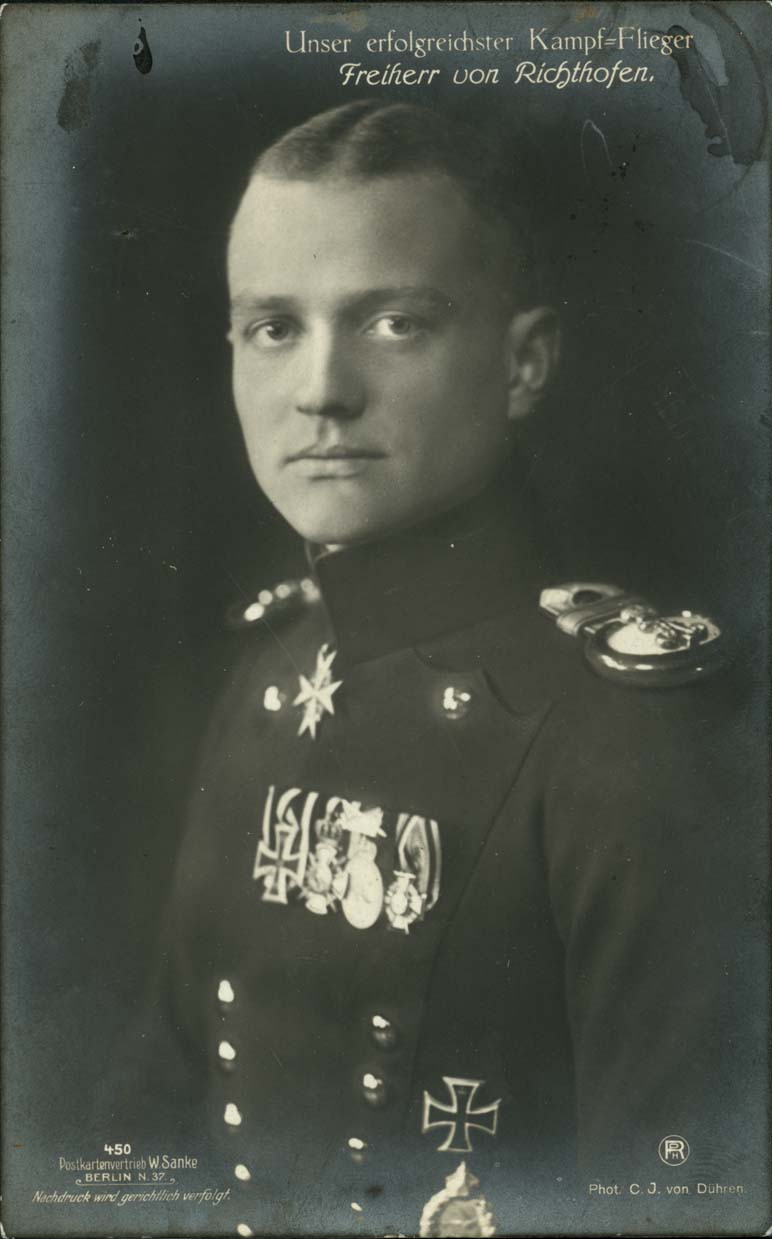
Manfred von Richthofen.

El Barón Rojo dejó un libro, escrito en 1917, durante su convalecencia por el disparo en la cabeza., titulado El piloto de combate rojo, donde afirmaba que combatía en la aviación buscando una consecuencia para su vida.
La obra fue creada en el penúltimo año de la guerra, 1917, cuando Manfred von Richthofen, con ya 25 años, ya estaba siendo utilizado intensivamente por el Comando Supremo del Ejército (OHL) con fines propagandísticos debido a sus éxitos militares. En ese momento, varios editores ya lo habían instado a escribir su carrera para avanzar en su estilización como héroe de guerra. Había rechazado tales propuestas por falta de interés y talento de su parte. Cuando finalmente la OHL le dio instrucciones para que escribiera un libro autobiográfico, tuvo que someterse a él: el 22 de mayo, comenzó de vacaciones en la villa de sus padres en Schweidnitz.con la redacción; poco después, en vista de la prensa masiva sobre su persona, se retiró a las posesiones del príncipe Hans Heinrich XV. von Pless en Alta Silesia, donde continuó el trabajo hasta su regreso al frente el 14 de junio. Además, se le dijo al progreso que funcionara solo cuando von Richthofen tuvo una licencia forzosa después de una lesión grave en la cabeza el 6 de septiembre de 1917 y se quedó (con una breve interrupción) hasta el 23 de octubre con su familia. Una mecanógrafa taquigráfica de la editorial Ullstein en Berlín fue enviada a Schweidnitz para el papeleo final, y le fueron dictadas las correcciones finales del manuscrito.

## Les petits rouges
Las aeronaves operadas por el barón rojo durante el conflicto fueron un total de 17 aparatos, él personalmente los llamaba Les petits rouges. 
Entre sus aviones icónicos destacan: Albatros D.III (Número de serie desconocido) pintado completamente de rojo en la zona del fuselaje, Albatros D.V (D.1177/17) pintado totalmente de un rojo traslúcido y Fokker Dr.I (152/17) pintado parcialmente de rojo junto con verde y azul de fábrica. El famoso Fokker Dr.I pintado totalmente de rojo (425/17) en el que murió Richthofen apenas fue usado por él, logrando solo las últimas dos victorias con el triplano.

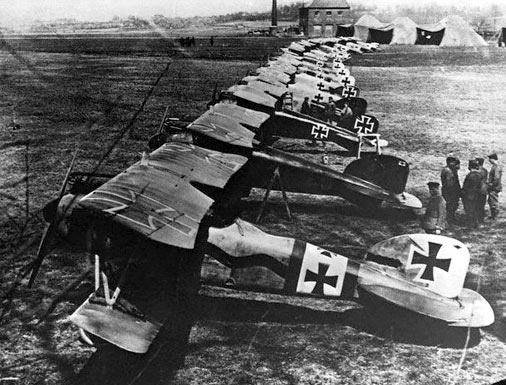
Fotografía del famoso albatros rojo de Richthofen (segundo aparato de la fila, número de serie desconocido).

Del total de las aeronaves operadas por él había 7 modelos:
- Fokker E.III (operó esta aeronave en trabajos de reconocimiento hasta terminada la primavera de 1916)
- Albatros D.I (obtuvo sus primeras 4 victorias)
- Albatros D.II
- Albatros D.III
- Albatros D.V
- Halberstadt D.II (obtuvo su victoria N°19)
- Fokker Dr.I

## En la cultura popular
- La canción Barón Rojo del disco 27 de la banda argentina Ciro y Los Persas está basada en su vida.
- En la serie de anime Gundam existe un personaje ficticio llamado Char Aznable (シャア・アズナブル Shā Azunaburu?) quien representa el rol de antagonista sobre un Mecha de color rojo.
- Red Baron (レッドバロン Reddo Baron?, lit. Barón rojo) es una serie de anime creada por Akio Sakai y producida por la empresa Nippon Television. Es un reboot de la famosa serie tokusatsu Super Robot Red Baron de 1973.
- The Red Baron es una película alemana de 2008 dirigida por Nikolai Müllerschön.
- La banda española de heavy metal y hard rock Barón Rojo, tomó el nombre directamente del piloto al momento de su formación en 1980, quienes también le dedican la última canción de su primer disco donde hablan de parte de su leyenda y cómo se convierte en cómic.
- Red Baron es un simulador de vuelo en primera persona arcade desarrollado por Atari, Inc. y lanzado en 1980.
- Red Baron es un videojuego para PC, creado por Damon Slye en Dynamix y publicado por Sierra Entertainment en 1990, diez años después del lanzamiento del original.
- En el videojuego de Empire Earth, en la campaña Alemana, aparece en dos versiones: como unidad heroica del tipo "Guerrero" (con indumentaria de piloto de avioneta) en la misión "La caballería del aire", tras estrellarse junto a su compañero luego de un aterrizaje forzoso, y como unidad voladora, con su propia aura heroica para aviones y disponible entre las misiones "Oferta y demanda" y "El somme".
- La barra brava del equipo de fútbol colombiano América de Cali, Barón Rojo Sur adopta el nombre inspirado por el piloto alemán, uno de sus principales bloques lleva por denominación "hijos de Kain"  en referencia a la banda española Barón Rojo.
- "The Red Baron" es una canción de la banda de power metal sueca Sabaton, en su álbum The Great War.
- En la película "El anochecer rojo" de 1994, el espíritu del Barón Rojo es reencarnado en un muñeco montado en su triplano de juguete.